# کابینو
کابینو شهری در شهرستان رامونگو در استان بولکیمده در بورکینافاسوی غربی مرکزی است جمعیت آن ۲۳۸۱ نفر است.